# Michael Peca
Michael Anthony Peca, (né le 26 mars 1974 à Toronto, Ontario au Canada) est un joueur professionnel retraité de hockey sur glace.

## Carrière de joueur
Peca a été repêché des 67 d'Ottawa par les Canucks de Vancouver lors du repêchage d'entrée dans la LNH 1992, à la 40e position. Au début de sa carrière professionnelle, il a brièvement porté les couleurs des Canucks avant d'être échangé aux Sabres de Buffalo, avec qui il a disputé cinq saisons et une finale de la coupe Stanley (1999) qu'ils perdent contre les Stars de Dallas au sixième match en prolongation. Il fut le capitaine des Sabres durant trois saisons. Lors de la saison 2000-2001, il n'a pas réussi à s'entendre avec l'organisation des Sabres en raison d'une dispute de contrat. Cette situation l'a empêché de jouer la totalité de la saison 2000-2001.
En 2001-2002, Peca s'est joint aux Islanders de New York, où il a occupé le poste de capitaine au cours des trois saisons qu'il a passées avec cette équipe. Les Islanders l'ont ensuite échangé aux Oilers d'Edmonton en retour de Mike York. Il participe à la finale de la Coupe Stanley avec les Oilers lors de la saison 2005-2006, obtenant 6 buts et 5 mentions d'aide pour un total de 11 points en 24 matchs.
En 2006-2007, il signe un contrat à titre de joueur autonome sans compensation avec les Maple Leafs de Toronto.
Peu après, il est blessé pour plus de la moitié de la saison à Toronto. Au cours de la saison morte, il signe tardivement avec les Blue Jackets de Columbus pour un an.

## Statistiques
| Saison     | Équipe                   | Ligue      |     | Saison régulière | Saison régulière | Saison régulière | Saison régulière | Saison régulière |    | Séries éliminatoires | Séries éliminatoires | Séries éliminatoires | Séries éliminatoires | Séries éliminatoires |
| Saison     | Équipe                   | Ligue      | PJ  | B                | A                | Pts              | Pun              | PJ               | B  | A                    | Pts                  | Pun                  |                      |                      |
| 1990-1991  | Wolves de Sudbury        | LHO        | 62  | 14               | 27               | 41               | 24               | 5                | 1  | 0                    | 1                    | 7                    |                      |                      |
| 1991-1992  | Wolves de Sudbury        | LHO        | 39  | 16               | 34               | 50               | 61               |                  |    |                      |                      |                      |                      |                      |
| 1991-1992  | 67 d'Ottawa              | LHO        | 27  | 8                | 17               | 25               | 32               | 11               | 6  | 10                   | 16                   | 6                    |                      |                      |
| 1992-1993  | 67 d'Ottawa              | LHO        | 55  | 38               | 64               | 102              | 80               |                  |    |                      |                      |                      |                      |                      |
| 1992-1993  | Canucks de Hamilton      | LAH        | 9   | 6                | 3                | 9                | 11               |                  |    |                      |                      |                      |                      |                      |
| 1993-1994  | 67 d'Ottawa              | LHO        | 55  | 50               | 63               | 113              | 101              | 17               | 7  | 22                   | 29                   | 30                   |                      |                      |
| 1993-1994  | Canucks de Vancouver     | LNH        | 4   | 0                | 0                | 0                | 2                |                  |    |                      |                      |                      |                      |                      |
| 1994-1995  | Crunch de Syracuse       | LAH        | 35  | 10               | 24               | 34               | 75               |                  |    |                      |                      |                      |                      |                      |
| 1994-1995  | Canucks de Vancouver     | LNH        | 33  | 6                | 6                | 12               | 30               | 5                | 0  | 1                    | 1                    | 8                    |                      |                      |
| 1995-1996  | Sabres de Buffalo        | LNH        | 68  | 11               | 20               | 31               | 67               |                  |    |                      |                      |                      |                      |                      |
| 1996-1997  | Sabres de Buffalo        | LNH        | 79  | 20               | 29               | 49               | 80               | 10               | 0  | 2                    | 2                    | 8                    |                      |                      |
| 1997-1998  | Sabres de Buffalo        | LNH        | 61  | 18               | 22               | 40               | 57               | 13               | 3  | 2                    | 5                    | 8                    |                      |                      |
| 1998-1999  | Sabres de Buffalo        | LNH        | 82  | 27               | 29               | 56               | 81               | 21               | 5  | 8                    | 13                   | 18                   |                      |                      |
| 1999-2000  | Sabres de Buffalo        | LNH        | 73  | 20               | 21               | 41               | 67               | 5                | 0  | 1                    | 1                    | 4                    |                      |                      |
| 2000-2001  | Ne joue pas              | -          |     |                  |                  |                  |                  |                  |    |                      |                      |                      |                      |                      |
| 2001-2002  | Islanders de New York    | LNH        | 80  | 25               | 35               | 60               | 62               | 5                | 1  | 0                    | 1                    | 2                    |                      |                      |
| 2002-2003  | Islanders de New York    | LNH        | 66  | 13               | 29               | 42               | 43               | 5                | 0  | 0                    | 0                    | 4                    |                      |                      |
| 2003-2004  | Islanders de New York    | LNH        | 76  | 11               | 29               | 40               | 71               | 5                | 0  | 0                    | 0                    | 6                    |                      |                      |
| 2005-2006  | Oilers d'Edmonton        | LNH        | 71  | 9                | 14               | 23               | 56               | 24               | 6  | 5                    | 11                   | 20                   |                      |                      |
| 2006-2007  | Maple Leafs de Toronto   | LNH        | 35  | 4                | 11               | 15               | 60               |                  |    |                      |                      |                      |                      |                      |
| 2007-2008  | Blue Jackets de Columbus | LNH        | 65  | 8                | 26               | 34               | 64               |                  |    |                      |                      |                      |                      |                      |
| 2008-2009  | Blue Jackets de Columbus | LNH        | 71  | 4                | 18               | 22               | 58               | 4                | 0  | 0                    | 0                    | 2                    |                      |                      |
| Totaux LNH | Totaux LNH               | Totaux LNH | 864 | 176              | 289              | 465              | 798              | 97               | 15 | 19                   | 34                   | 80                   |                      |                      |

## Carrière internationale
Lors des Jeux olympiques d'hiver de 2002 à Salt Lake City, il a remporté la médaille d'or avec l'équipe du Canada de hockey sur glace.

## Honneurs et distinctions
Peca a remporté le trophée Frank-J.-Selke remis au meilleur attaquant défensif de la Ligue nationale de hockey à deux reprises, en 1997 et en 2002.